# Berger Dorfstraße 42 (Mönchengladbach)

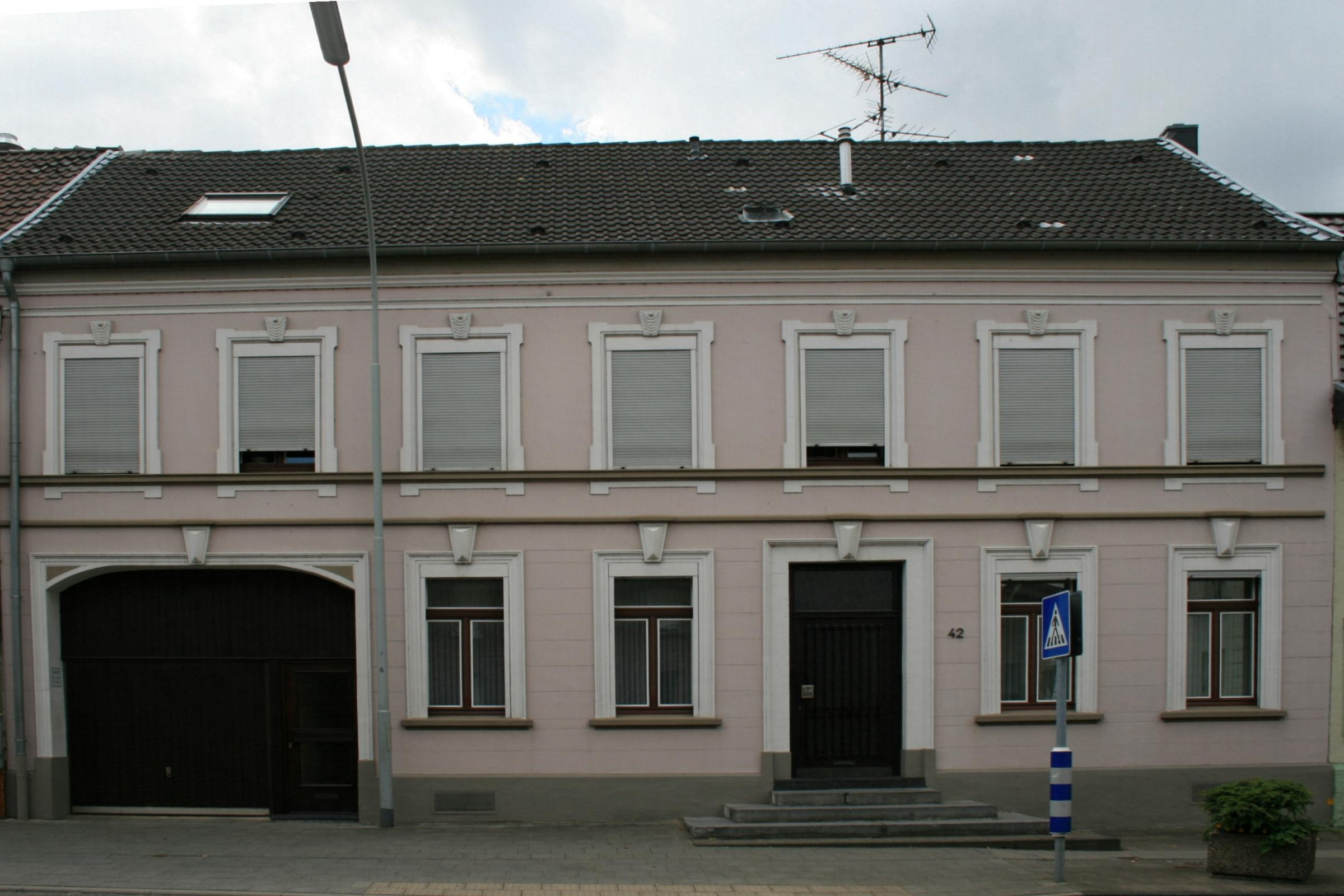
Wohnhaus (2010)

Das Wohnhaus Berger Dorfstraße 42 steht im Stadtteil Wickrathberg in Mönchengladbach (Nordrhein-Westfalen).
Das Haus wurde Ende des 19. Jahrhunderts erbaut. Es ist unter Nr. B 037 am 14. Oktober 1986 in die Denkmalliste der Stadt Mönchengladbach eingetragen worden.

## Architektur
Das Wohnhaus ist ein zweigeschossiges Traufenhaus von sieben Achsen aus Backstein. Das Haus hat ein Satteldach und eine linksseitige Toreinfahrt. Straßenseitig hat das Objekt eine vorgeblendete Stuckfassade, die um die Jahrhundertwende erbaut wurde.